# Calcéolaire
Calceolaria
Genre
Classification APG III (2009)
Les calcéolaires, soit le genre Calceolaria, sont un genre de plantes à fleurs de la famille des Scrophulariaceae, ou des Calceolariaceae selon la classification phylogénétique. Ce sont des plantes herbacées. Les différentes espèces de calcéolaires sont originaires d'Amérique du Sud et d'Amérique centrale. Plusieurs espèces sont cultivées dans les régions tempérées pour leurs fleurs, et on les appelle parfois « petites pantoufles » ou « bourses de dames ».

## Description

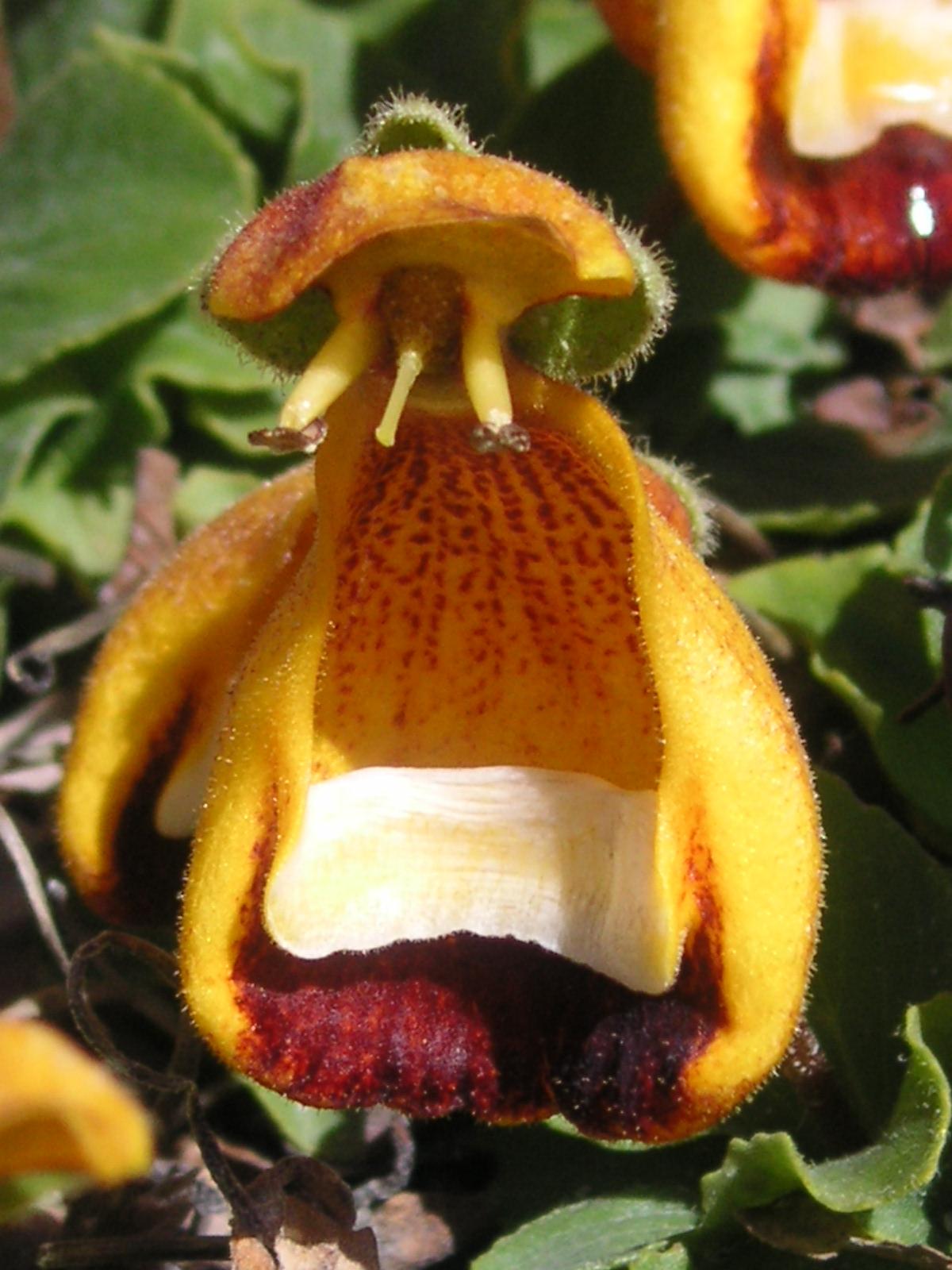
Calceolaria uniflora.

Ce sont des plantes herbacées, annuelles à feuilles en rosette, plutôt grandes, de 30 à 40 cm et jusqu'à 50-60 cm dans certains cas molles, pubescentes ou velues, d'un vert sombre. Les fleurs sont assez originales, à symétrie bilatérale, à la corolle en tube court, et au limbe bilabié, à lèvres concaves, la supérieure très petite, l'inférieure plus grande, vésiculaire et gonflée, presque en forme de bourse.

## Liste d'espèces
- Calceolaria biflora Lamarck
- Calceolaria chelidonioides Kunth
- Calceolaria integrifolia L.
- Calceolaria tripartita Ruiz et Pav.
- Calceolaria uniflora Lamarck

## Étymologie
Calcéolaire provient du latin calceolus, diminutif de calceus, « chaussure ou soulier ».